# Mairena del Aljarafe
Mairena del Aljarafe ist eine Stadt in der Provinz Sevilla in Spanien mit 47.898 Einwohnern (Stand: 2024). Sie ist Teil des Großraums Sevilla, größtenteils ein Wohngebiet und verfügt über einen modernen Industriepark.

## Geschichte
Die Stadt liegt in einem Gebiet, das seit den Römern aufgrund der Fruchtbarkeit des Bodens besiedelt war und in der Zeit von Al-Andalus entstand. Es wurde damals Maharana al-Xaraf (Dorf der Hirten) genannt. Die Stadt Maharana wurde 1247 von Ferdinand III. in das Königreich Kastilien eingegliedert, der die Eroberung von Sevilla vorbereitete, das er 1248 einnahm. Sie gehörte danach nacheinander verschiedenen Adelshäusern. Bis 1639 blieb es eine einfache Ortschaft der Nachbargemeinde Palomares del Río. Danach wurde es unabhängig, aber Konflikte zwischen den beiden Gemeinden bedrohten ständig die Existenz der neuen autonomen Einheit. Diese Streitigkeiten hörten auf, als Mairena im Jahre 1840 eine eigenständige Gemeinde mit dem Status einer Villa und einem eigenen Rathaus wurde.

## Söhne und Töchter der Stadt
- Manuel Gavilán (* 1991), Fußballspieler